# 天保奴
天保奴（テンボド、? - 1388年）は、北元のウスハル・ハーン（天元帝トグス・テムル）の息子で、モンゴル帝国の皇族。
「天保奴」は明朝側からの呼称で、正確なモンゴル語名は不明。ただし、18世紀以後に漢文史料の知識も交えて編纂された『アルタン・クルドゥン』などのモンゴル語史料では、「タヤンブー・ヌー（Tayanbuu nuu）」とモンゴル語表記されている。

## 概要
天保奴の生い立ちなどについては全く記録がないが、ウスハル・ハーンより「太子（タイジ）」の称号を与えられており、後継者と位置づけられていたと見られる。
1388年（天元10年/洪武21年）、藍玉を総大将とする明軍はブイル・ノール地方に滞在していたウスハル・ハーンの本営を急襲し、ウスハル・ハーンは軍勢のほとんどを失うを大敗を喫した（ブイル・ノールの戦い）。太尉マンジらの奮戦によってウスハル・ハーンと太子天保奴、知院ネケレイ、丞相シレムンら高官数十人は明軍の追撃を逃れることができたが、天保奴の弟の地保奴や前ハーンの妃など多くの皇族が明軍の捕虜となった。
ウスハル・ハーンはモンゴル帝国の旧都カラコルムまで退却することを目指していたが、モンゴル高原中央のトーラ川まで辿り着いた所で叛乱を起こした王族イェスデルの襲撃を受けた。イェスデルはかつてクビライと帝位を争って敗れたアリクブケの子孫で、オイラト部族を始めとする西北諸藩の助力を得て自らハーンに即位するべくウスハル・ハーンの弑逆を狙っていた。ウスハル・ハーンは丞相ヨウジュや太尉マルハザの助けを得て一度はイェスデルの攻撃から逃れたものの、大雪のため動きを封じられたところ再び捕捉され、遂にイェスデル軍に捕まった。イェスデルは弓の弦でウスハル・ハーンを縊り殺し、同時に天保奴も殺された。
明軍の捕虜となっていた地保奴も洪武帝によって琉球に流罪とされていたため、モンゴル高原におけるクビライ家の血統は一旦断絶し、モンゴルでは一時的にアリクブケ家よりハーンが輩出されるようになった。